# Sondre Norheim
Sondre Auersen Norheim (* 10. Juni 1825 in Morgedal, Norwegen; † 9. März 1897 in Denbigh, Vereinigte Staaten) war der Pionier des modernen Skilaufs.

## Biografie

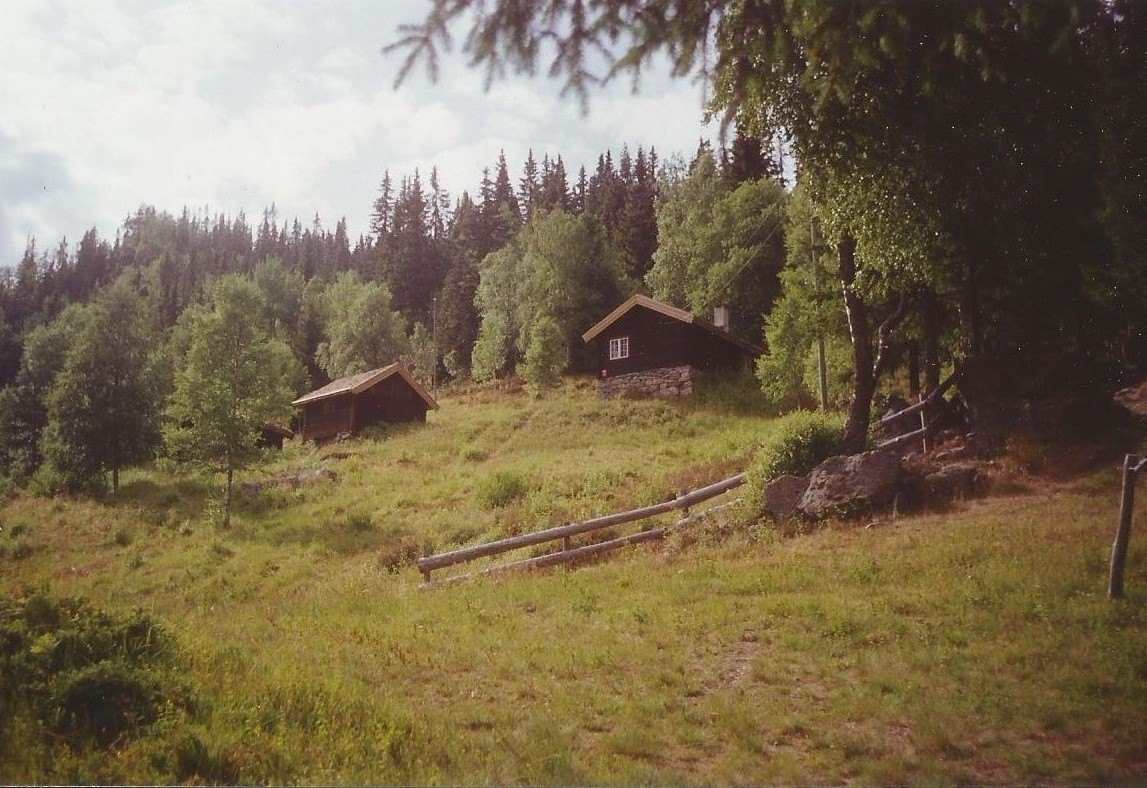
Das Geburtshaus Øverbø in Morgedal

Der Bauernsohn wuchs in der norwegischen Region Telemark auf und wird als einer der besten Abfahrer und Springer seiner Zeit angesehen, sowohl hinsichtlich seines Talents, als auch, was den Entwicklungsstand seiner Ausrüstung anging. Er gilt als Erfinder der Seilzug-Skibindung und entwickelte seine Holzski selbst. Diese sind heute im Skimuseum von Morgedal zu bewundern. Im Jahr 1868 gewann Norheim in Høydalsmo im Alter von 42 Jahren den ersten landesweit ausgetragenen Skiwettbewerb Norwegens und schlug dabei seine jüngeren Kontrahenten mit großem Vorsprung. Während seiner aktiven Zeit erreichte er beim Springen bereits eine Weite von 30,5 Metern. Außerdem tat er sich als Organisator von Skiwettbewerben hervor.
Norheim genießt auch den Ruf als Begründer des sogenannten Telemark-Stils, einer Skitechnik, deren markantes Erscheinungsbild der Ausfallschritt ist und deren Schwungeinleitung auf einem Wechselschritt der Beine basiert. Den Namen „Telemark“ erhielt diese Schwungtechnik im Jahre 1888 von den Bewohnern der Hauptstadt Christiania, dem heutigen Oslo, als diese bei einem Skivergleichskampf am „Huseby-Hügel“ gegen einen Schüler Norheims, Torjus Hemmesveit, unterlegen waren, um so eine Verwechslung mit der Schwungtechnik aus Christiania (Parallelschwung) zu vermeiden.
1884 wanderte Norheim mit seiner Familie in die Vereinigten Staaten aus und verbrachte die letzten Jahre seines Lebens in North Dakota. Obwohl dort in der flachen Prärielandschaft an Skilauf nicht zu denken ist, soll er der Überlieferung nach immer ein Paar Skier vor seiner Haustür stehen gehabt haben.
Nach der Jahrhundertwende geriet der Telemark-Stil vielerorts wieder in Vergessenheit. Doch erinnerten sich in den 1970er Jahren Mitglieder der Erste-Hilfe-Organisation der Skipatrols (ähnlich der Bergrettung) in Crested Butte, Colorado, an diese vielseitige Technik und die extrem leichte Ausrüstung, die für ihre Zwecke perfekt geeignet war. Von Crested Butte ausgehend erlebte die Telemark-Technik eine Renaissance, die bis heute anhält.
Norheim wurde 1974 in die U.S. Ski Hall of Fame aufgenommen. Er ist der Namenspatron von Sondre, dem offiziellen Maskottchen der Winter-Paralympics 1994 in Lillehammer.